# Шайдуко Георгій Іванович
Георгій Іванович Шайдуко (6 серпня 1962, Нікополь, Дніпропетровська область — 9 січня 2023) — радянський і російський яхтсмен, заслужений майстер спорту СРСР, учасник чотирьох Літніх Олімпійських ігор, срібний призер Олімпійських ігор 1996 року в Атланті в класі «Солінг», триразовий чемпіон світу у класі «Солінг», чемпіон Європи, СРСР та Росії, президент Всеросійської федерації парусного спорту (2010—2012).

## Біографія
Георгій Іванович Шайдуко народився 6 серпня 1962 року у місті Нікополі, Дніпропетровській області. Вітрильний спорт почав займатися у дев'ятирічному віці в яхт-клубі «Трубник». Першим його тренером був Микола Іванович Єсаулов.
1981 року закінчив Нікопольський металургійний технікум за спеціальністю електрометалургія сталі та феросплавів, а 1985 року — Дніпропетровський Державний інститут фізичної культури та спорту за спеціальністю тренер-викладач. З 1985 по 1987 проходив термінову службу в ЦСК ВМФ.
У 1982 році разом зі шкотовим Володимиром Груздєвим став чемпіоном СРСР у класі «Летючий голландець» і увійшов до трійки призерів на міжнародних змаганнях у Єрі, Каннах та Кілі. У 1983 році в класі «Солінг» разом з Груздєвим та Сергієм Кановим посів друге місце в Чемпіонаті СРСР та Кубку СРСР.
В 1988 на дебютних для себе Олімпійських іграх в Сеулі зайняв 10-е місце. Срібло, завойоване в 1996 році в Атланті Георгієм Шайдуком, Ігорем Скаліним та Дмитром Шабановим у «Солінг», стало другою нагородою Росії у вітрильному спорті за історію Олімпійських ігор (якщо не брати до уваги медалі, завойовані російськими спортсменами у складі). У 2000 році посідав 11-е місце у світовому рейтингу ISAF.
З 2004 до 2008 року президент Російської асоціації яхт класу «Дракон». З 3 грудня 2009 року — в. о. президента, а з 4 грудня 2010 по 2012 рік — президент Всеросійської федерації парусного спорту.
Помер 9 січня 2023. Похований на цвинтарі «Лугівське» у Лобні.

## Досягнення
- Олімпійські ігри: 1996 — 2 місце;
- Чемпіонат світу: 1996—1998 р.р — 1 місце, 1987 р. — 3 місце;
- Кубок світу: 1987, 1996, 1998 — 1 місце, 1982, 1990 — 2 місце;
- Чемпіонат Європи: 1987, 1990 — 1 місце, 1998 — 2 місце, 1985, 1998 — 3 місце;
- Чемпіон СРСР: 1982, 1984, 1985, 1987, 1988, 1989, 1990;
- Чемпіон Росії: 1994—2009 роки;
- «Джира де Італія» — 1993, 1995, 1998 р. — 2 місце.
- Чемпіонат України в класі Мелджес 24[en], 2012 рік, 2 місце

## Державні нагороди
- Медаль ордену «За заслуги перед Батьківщиною» II ступеня (6 січня 1997 року) — за заслуги перед державою та високі спортивні досягнення на XXVI літніх Олімпійських іграх 1996[10]

## Сім'я
- Дружина Юлія
- Син Філіп